# 神明神社 (総社市)
神明神社（しんめいじんじゃ）は、岡山県総社市にある神社である。

## 概要
かつては備中国賀陽郡阿部村（あぶむら）の氏神で、天照大神を祭神とし、伊勢神宮内宮を本社とする。神使は、天岩戸で天照大神を誘い出したことで知られる鶏（長鳴鳥）である。
備中国風土記逸文である『宮瀬川』（みやせがわ）によると、賀陽郡に『伊勢御神社』（いせのみかみのやしろ）の東に河があり、河の西に『吉備建日子命宮』（きびたけひこのみことのみや）があるので、この河を『宮瀬川』と称した、とある。この『伊勢御神社』を、神明神社に比定する説もあるが、確かなことはわからない。また元伊勢名方浜宮として、いくつかの文献に記載が残る。
現在は単立神社として存続している。

## 末社
- 荒神社
- 地神社
- 金神神社
- 木本宮・正殿宮
- 七社宮

## 文献
- 延喜式神名帳頭註（1503年）吉田文庫 卜部（吉田）兼倶著 『宮瀬川』
- 諸社根元記（1530年～1540年頃）『宮瀬川』
- 諸神記（1543年）『宮瀬川』
- 神祇志料　思文閣　栗田寛著　『名方浜宮』『宮瀬川』
- 古風土記逸文考証　有峰書店　栗田寛著 『名方浜宮』『宮瀬川』
- 上代歴史地理新考　山陽道/備中国・宮瀬川　三省堂　井上通泰著『宮瀬川』
- 吉備郡史　名著出版　永山卯三郎著　『名方浜宮』
- 弐拾弐社明細書（明治7年 式外古社）岡山県社寺掛（編）『名方浜宮』『宮瀬川』
- 備中国賀陽郡神社明細帳（明治22年2月）賀陽郡役所 『名方浜宮』
- 大日本地名辞典（明治33年）冨書房 吉田東伍著　『宮瀬川』
- 吉備郡神社誌（古郡神社の項）岡山県神職会吉備支部 高杉槌蔵著『名方浜宮』『宮瀬川』
- 月刊歴史手帖/古代吉備豪族の誕生（1976年4卷6号）名著出版 葛原克人著 『宮瀬川』
- 岡山県埋蔵文化財発掘調査報告書35/備中こうもり塚古墳　岡山県教育委員会 葛原克人著 『宮瀬川』
- 吉備津彦伝承と造山古墳（吉備されど吉備）古代吉備国を語る会 出宮徳尚著 『宮瀬川』
- 吉備津彦伝承（弐）吉備地方文化研究第19号　就実大学吉備地方文化研究所　出宮徳尚著
- 総社市史　通史編・古代中世史料編・考古資料編（備中風土記の項）総社市『宮瀬川』
- 吉備回廊（山陽新聞　平成8年4月14日掲載）山陽新聞社『宮瀬川』

## 交通
- 鉄道：JR西日本桃太郎線（吉備線）・東総社駅下車。北に徒歩約10分。